# Rödmålla
Rödmålla (Oxybasis rubra) är en växtart i släktet flottmållor och familjen amarantväxter. Arten beskrevs av Carl von Linné och fick sitt nu gällande namn av S. Fuentes, Uotila och Borsch.

## Beskrivning
Rödmållan är ettårig och kan bli över en halv meter hög. Bladen är blanka, något köttiga och glest tandade. Blomningstiden infaller i juli till september. Blommorna är små och oansenliga och sitter i gyttringar i bladvecken. Dess frön är rödbruna.

## Utbredning
Rödmålla förekommer i Europa, norra Asien och Nordamerika.
I Sverige är den vanligast i de södra landskapen, men den finns så långt norrut som Västerbotten. Den hittas typiskt på kväverik mark.